# 10月22日
10月22日是阳历一年中的第295天（闰年第296天），离全年的结束还有70天。

## 大事记

### 18世紀以前
- 794年：日本桓武天皇迁都平安京，平安时代开始。
- 1383年：葡萄牙爆发内战（英语：1383-1385 Crisis）。
- 1575年：阿瓜斯卡连特斯建城。
- 1633年：明朝水師在福建省沿海的崇禎明荷海戰中，擊敗展開掠劫和封鎖行動的荷蘭東印度公司艦隊。

### 18世紀
- 1727年：喬治二世和安斯巴赫的卡羅琳在西敏寺加冕為英國國王和王后。
- 1740年：荷屬東印度政府結束在巴達維亞歷時2個禮拜的紅溪慘案，共造成至少10,000人死亡。
- 1746年：由曙光長老教會創立的新澤西學院於新澤西州的伊麗莎白鎮建校，為現今普林斯頓大學的前身且屬於九所在美國革命前成立的殖民地學院之一。
- 1784年：俄罗斯在阿拉斯加灣西部科迪亞克群島之主島科迪亞克島建立殖民据点。
- 1797年：法國熱氣球駕駛家安德烈-雅克·加納林成為歷史上第一個有規律地成功運用降落傘跳傘的人。

### 19世紀
- 1836年：維吉尼亞人山姆·休士頓就任德克薩斯共和國（今德克薩斯州、新墨西哥州、科羅拉多州一帶）的首任總統。
- 1879年：美國發明家湯瑪斯·愛迪生發現使用碳絲的電燈泡能獲得最佳效果，時間長達13個小時。
- 1883年：美國纽约大都會歌劇院首演。
- 1895年：法國巴黎蒙帕納斯站的一列特快列車在超越止衝擋後脫軌，並撞穿車站牆壁，列車頭落到下方的街道上。

### 20世紀
- 1907年：由於美國民眾向貸款銀行擠兌的情況蔓延至其他銀行和信託公司，造成1907年恐慌爆發。
- 1911年：由黃興領導之同盟會成員於湖南省發起辛亥长沙起义。
- 1924年：教育性非營利組織國際演講會成立於美國加利福尼亞州聖塔安娜的一家基督教青年會。
- 1934年：罪犯查理斯·弗洛伊德（英语：Pretty Boy Floyd）（外号“漂亮男孩”）在美国俄亥俄州的东利物浦被联邦调查局探员击毙。
- 1935年：中共中央政治局在陕甘苏区吴起镇召开扩大会议，宣告红一方面军长征胜利结束。
- 1936年：西班牙政府正式通过决议，成立国际纵队，反击弗朗西斯科·佛朗哥发动的军事叛乱。
- 1943年：二战：英国皇家空军空袭德国卡塞爾市，造成约10000人死亡，15万人无家可归。
- 1944年：太平洋战争中规模最大的一次海战：莱特湾海战爆发。
- 1949年：苏联宣布於塞米巴拉金斯克試驗場成功試爆了第一枚核武器RDS-1原子彈,成為世界上第二個擁有核武器技術的國家。
- 1953年：寮法國保護國（法屬寮國）宣布從法國獨立，國號為寮王國。
- 1958年：日本首部彩色長篇動畫電影《白蛇傳》上映。
- 1960年：法屬蘇丹宣布從法國獨立，國號為馬利共和國。
- 1961年：越南战争，首名美军军事人员在越南阵亡。
- 1962年：在古巴导弹危机中，美国总统约翰·肯尼迪宣布对古巴实行军事封锁，并要求苏联撤出在古巴部署的导弹。
- 1964年：諾貝爾委員會宣布法國哲學家尚-保羅·沙特獲得諾貝爾文學獎，但之後他主動回絕獎項。
- 1964年：加拿大制定楓葉旗為国旗，以替代加拿大紅船旗。
- 1972年：美国国务卿亨利·基辛格同越南共和國總統阮文绍会谈，商讨如何结束越战，阮拒绝了美国和北越商谈的和平提议，并指责美国阴谋颠覆他的政权。
- 1978年：克拉科夫總教區總主教嘉祿·若瑟·沃伊蒂瓦正式被冊封罗马天主教教宗,是為「若望·保禄二世」,且為第一位波蘭裔及斯拉夫裔教宗。
- 1981年：十四个发展中国家和八个发达国家的首脑，在墨西哥坎昆举行关于合作与发展的国际会议，简称坎昆会议。
- 1983年：由於格瑞那達政府遭具有強烈社會主義傾向的新寶石黨發動革命推翻,因此美國政府决定聯同牙買加、多米尼克、巴貝多等7個加勒比海地區安全體系（RSS）盟國入侵格瑞那達。
- 1991年：巴尔多禄茂一世就任东正教普世牧首。
- 1996年：美国首次宣布北约东扩时间表。
- 1999年：台灣嘉義發生地震，一般認為是921大地震的餘震，但卻在當地造成比主震更大的損害[1]。
- 2000年：統一獅在中華職棒11年總冠軍賽擊敗興農牛，獲得年度總冠軍。

### 21世紀
- 2001年：2001年美國炭疽攻擊事件:美国首都华盛顿哥伦比亚特区的两名邮局工作人员因接触有毒信件，而感染肺部炭疽死亡，另有两名工人送医。据信这是一起恐怖袭击。
- 2005年：奈及利亞貝爾韋尤航空210號班機在拉哥斯穆爾塔拉·穆罕默德國際機場起飛後不久墜毀，117人丧生。
- 2007年：YouTube正式在澳大利亞、紐西蘭上線。[2]
- 2008年：印度發射首個月球探測器「月船1號」。
- 2009年：微软公司全球正式发售Microsoft Windows 7。
- 2011年：Foxy宣布正式終止服務。
- 2014年：加拿大渥太華國會山莊發生連環槍擊案後，市中心核心區域進入封鎖狀態。
- 2021年：CCTV-16中央电视台奥林匹克频道试验开播。
- 2022年：中國共產黨第二十屆中央委員會第一次全體會議選出新一屆中央政治局常務委員，習近平第三度擔任總書記。

## 出生
- 1130年：朱熹，中國思想家（1200年逝世）
- 1197年：順德天皇，日本第84代天皇（1242年逝世）
- 1582年：錢謙益，明末清初学者、詩人（1664年逝世）
- 1659年：格奧爾格·恩斯特·斯塔爾，德國化學家、醫生、哲學家（1734年逝世）
- 1689年：若昂五世，葡萄牙和阿爾加爾維布拉干薩王朝國王（1750年逝世）
- 1701年：瑪麗亞·阿瑪麗亞，神聖羅馬帝國皇后（1756年逝世）
- 1734年：丹尼爾·布恩，美國拓荒者、探險家、民間英雄（1820年逝世）
- 1751年：納薩內爾·戈特弗里德·萊斯克，德國博物學家、地質學家（1786年逝世）
- 1811年：李斯特·費倫茨，匈牙利鋼琴家、作曲家（1886年逝世）
- 1818年：勒贡特·德·列爾，法國詩人（1894年逝世）
- 1844年：路易·里爾，加拿大政治家，西部平原梅蒂人領袖（1885年逝世）
- 1858年：奥古斯塔·维多莉亚，德國皇后（1921年逝世）
- 1870年：伊凡·阿列克谢耶维奇·蒲宁，俄國作家，1933年諾貝爾文學獎得主（1953年逝世）
- 1881年：克林顿·戴维孙，美國物理學家，1937年諾貝爾物理學獎得主（1958年逝世）
- 1887年：約翰·里德，美國記者、詩人及共產主義激進主義者（1920年逝世）
- 1888年：乔治·汤姆孫，英國物理学家，1937年諾貝爾物理学獎得主（1975年逝世）
- 1890年：阿奇博爾德·辛克萊，英國政治人物，第一代瑟索子爵（1970年逝世）
- 1894年：梅兰芳，中國京剧花旦（1961年逝世）
- 1903年：乔治·韋爾斯·比德爾，美國遺傳學家，1958年諾貝爾生理學或醫學獎得主（1989年逝世）
- 1907年：吉米·法克斯，美國職業棒球運動員（1967年逝世）
- 1910年：陳德旺，台灣畫家（1984年逝世）
- 1913年：罗伯特·卡帕，匈牙利裔美籍戰地攝影記者（1954年逝世）
- 1913年：保大帝，越南阮朝第13任、末代君主（1997年逝世）
- 1917年：瓊·芳登，英國、美國女演員（2013年逝世）
- 1919年：多麗絲·萊辛，英國女性小說家，2007年諾貝爾文學獎得主（2013年逝世）
- 1920年：蒂莫西·利里，美國著名心理學家、作家（1996年逝世）
- 1923年：畢·圖曼，在1949年至1964年期間效力曼城足球會的足球守門員（2013年逝世）
- 1929年：列夫·耶辛，蘇聯足球運動員（1990年逝世）
- 1932年：于德泉，中國藥物化學家（2022年逝世）
- 1935年：茱蒂·德夫林，英格蘭女子羽球運動員（2024年逝世）
- 1938年：塞薩爾·路易斯·梅諾蒂，阿根廷職業足球運動員、教練（2024年逝世）
- 1938年：克里斯托弗·劳埃德，美國男演員、企業家
- 1939年：喬治·科恩，英格蘭職業足球運動員（2022年逝世）
- 1939年：黑部进，日本男演員
- 1939年：若阿金·希薩諾，莫三比克政治人物，第2任莫三比克總統
- 1941年：埃瓦里斯托·卡瓦略，聖多美普林西比政治人物，前任聖多美普林西比總統（2022年逝世）
- 1943年：扬·德邦特，荷蘭電影導演
- 1943年：凱撒琳·丹尼芙，法國女影星
- 1946年：迪帕克·喬普拉，印度裔美國醫生、作家
- 1948年：葉麗儀，香港歌手.
- 1949年：雲格，法國足球教练
- 1952年：田中芳樹，日本科幻小說家
- 1952年：傑夫·高布倫，美國男演員
- 1955年：比爾·坎登，美國編劇、導演、製片人
- 1956年：王浩一，臺灣文史工作者、作家、主持人（2025年逝世）
- 1956年：蘇嘉全，台灣政治人物
- 1957年：鄧婕，中國演員
- 1959年：余安安，香港演員
- 1962年：巴布·奧登科克，美國男演員、喜劇演員、導演、製作人、作家
- 1964年：黑面，台灣演員
- 1964年：約翰·費蘭，美國商人、政治人物
- 1965年：山田勝己，日本企業家
- 1966年：薇拉莉·葛琳諾，義大利女演員
- 1968年：夏奇，牙買加裔美國歌手
- 1969年：江永昌，臺灣政治人物
- 1969年：史派克·瓊斯，美國電影導演、監製、編劇、演員
- 1970年：哈維爾·米萊，阿根廷政治人物、經濟學家，現任阿根廷總統
- 1973年：鈴木一朗，日本棒球選手
- 1977年：格里特·尤拉克，德国女子手球運動員
- 1978年：張志強，台灣棒球選手
- 1979年：魏翔，中國演員
- 1980年：隋棠，台灣模特兒、演員
- 1981年：吳偉超，香港足球運動員
- 1981年：吳佩珊，台灣女歌手
- 1982年：凌潔，中國女子體操運動員
- 1983年：金高恩，韓國女歌手
- 1984年：白慶琳，中國女演員
- 1984年：旗安84，韓國漫畫家、綜藝人
- 1987年：喻虹淵，台灣演員
- 1987年：朴河宣，韓國女演員
- 1987年：任晗，中國演員
- 1987年：沉珂，中國歌手
- 1988年：張書豪，台灣演員
- 1988年：帕麗萊蒂·曹帕拉，印度女演員
- 1990年：天崎滉平，日本男性聲優
- 1992年：陳樂樂，台灣女模特兒
- 1992年：21·薩維奇，美國饒舌歌手、詞曲作家、唱片製作人
- 1992年：尼羅法·哈米迪，伊朗記者
- 1995年：宋妍霏，中國女演員
- 1995年：阿爾諾·卡明哈，荷蘭男子游泳運動員
- 1996年：金韓彬，韓國男子偶像團體iKON隊長
- 2001年：曹柔理，韓國女子偶像團體前IZ*ONE成員
- 2003年：李常赫，韓國男子偶像團體BOYNEXTDOOR成員

## 逝世
- 741年：查理·馬特，法蘭克王國宮相（約688年出生）
- 1610年：袁宏道，明朝官員、作家（1568年出生）
- 1813年：查尔斯·斯科特，美國軍人，第4任肯塔基州州長（1739年出生）
- 1853年：胡安·安東尼奧·拉瓦列哈，烏拉圭革命家、政治人物，前任烏拉圭總統（1784年出生）
- 1906年：保罗·塞尚，法国后印象派画家（1839年出生）
- 1914年：小錦八十吉，日本相撲力士，第17代橫綱（1866年出生）
- 1926年：日置益，日本外交官（1861年出生）
- 1928年：安德魯·費希爾，澳大利亞政治人物，第5任澳大利亞總理（1862年出生）
- 1935年：戈公振，中國新聞记者（1890年出生）
- 1937年：中原中也，日本詩人（1907年出生）
- 1964年：赫瓦賈·納齊姆丁，巴基斯坦政治人物，第2任巴基斯坦總理（1894年出生）
- 1973年：帕布羅·卡薩爾斯，西班牙大提琴演奏家、作曲家、指揮家（1876年出生）
- 1975年：阿诺尔德·约瑟·汤因比，英国历史学家（1889年出生）
- 1979年：娜迪亞·布朗熱，法國音樂教育家、作曲家、指揮家（1887年出生）
- 1985年：许世友，中共中央顧問委員會副主任、中国人民解放军军事指挥员（1905年出生）
- 1986年：叶剑英，第五屆全國人民代表大會常務委員會委員長、前中央軍事委員會副主席、中國人民解放軍元帅（1897年出生）
- 2001年：畢堤·美，英格蘭職業足球運動員、教練（1918年出生）
- 2006年：崔圭夏，韓國政治人物，第10任韓國總統（1919年出生）
- 2021年：朱高正，前民主進步黨籍立法委員、中華社會民主黨創立者（1954年出生）
- 2021年：亞歷克斯·基尼奧內斯，厄瓜多男子短跑運動員（1989年出生）
- 2022年：錢正英，中國水利專家、政治人物（1923年出生）
- 2022年：迪特里希·馬特希茨，奧地利商人，紅牛公司創辦人（1944年出生）
- 2023年：楊樂，中國數學家（1939年出生）
- 2024年：伊莉莎白·弗朗西斯，美國超級人瑞（1909年出生）
- 2024年：馬辛春，中國人民解放軍海軍中將（1925年出生）
- 2024年：古斯塔沃·古鐵雷斯，秘魯神學家（1928年出生）
- 2024年：安內莉·埃爾哈特，德國女子田徑運動員（1950年出生）

## 节假日和习俗
- 國際口吃日
- 世界传统医药日
- 真福若望·保祿二世
- 日本京都市：時代祭